# Empati
Empati, indføling,  eller medfølelse er evnen til at genkende og forstå andres følelser. Det beskrives ofte som evnen til at sætte sig i andres sted. 

## Indføling
Ordet empati stammer fra græsk og kommer af en – ind og patos – følelse. Det var den tyske filosof Theodor Lipps, der knæsatte indfølingen eller empatien som et nøglebegreb i forsøget på at forklare, hvordan vi er i stand til at leve os ind i hinandens følelsesliv. Ifølge Lipps er empatien en følelse, der opleves som om, at den ikke tilhører os selv, men i stedet hører til en person eller et objekt uden for os selv. På denne måde kan vi have særegne oplevelser af at have basale følelser som sorg, glæde og vrede, som pludselig hidrører fra en anden. Følelsen er stadig vores egen: vi registrerer den andens følelse og er derefter i stand til selv at indoptage og udtrykke den på en distinkt måde. Igennem evnen til empati kan man få adgang til andre menneskes følelsesliv, hvilket dog ikke er det samme som at føle som dem, men ikke desto mindre er det muligt at nå til en indsigt i, hvordan formen af deres følelser tager sig ud.

## Simulationsteorien
I en serie af fysiologiske eksperimenter, udført af italienske neurofysiologer på makak-aben (Gallese 1996), blev der opdaget, at et specifik klasse af neuroner (mirror neurons), der normalt bliver aktiveret under udførelsen af formålsrettede håndbevægelse såsom at gribe, holde og flytte objekter, også blev aktiveret, når aberne observerede tilsvarende håndbevægelser udført af andre. Senere er der, med andre metoder, blevet udført lignede eksperimenter på mennesker, der indikerer, at et tilsvarende system eksisterer i menneskehjernen (Gallese 2001). Den kropslige, automatiske og ubevidste proces bevirker imidlertid, at observatøren kan få adgang til den andens verden uden brug af propositionel, teoretisk fremgangsmåde. Det samme ser ud til at være på spil i aflæsningen af mentale tilstande: flere forsøg har derudover demonstreret, at observation af andre handlende individer, der bliver berørt eller viser bestemte ansigtsudtryk, udløser aktivitet i neurale netværk, der også er aktive, når observatørerne selv handler, bliver berørt eller viser bestemte ansigtsudtryk (Leslie, 2004).

## Genkendelsens fænomenologi
Inden for fænomenologien er empati især blevet udforsket af Edmund Husserl og hans elev Edith Stein, der udpeger empati som et begreb, der ikke kan afgrænses til en indlevelse i den andens følelser eller erfaringer, sådan som Lipps ellers betonede det (Stein, 1912). I forlængelse af Husserls analyse uddybes i stedet ligheden som en fundament, der muliggør erfaringen af den anden. Dette implicerer, at udgangspunktet for vores forståelse og genkendelse af andre er vores egen egocentriske synsvinkel. Vi kan genkende og indleve os i andre mennesker eller dyr, fordi de til en vis grad ligner os selv.
Et andet vigtigt punkt i den fænomenologiske analyse af empati er den virkning, den empatiske evne har for den menneskelige selvforståelse. Vores anlæg for empati er er så højt udviklet, at vi ikke kun kan danne os en erfaring af andres sindstilstand, men vi er derudover også i stand til at erfare andres empatiske forståelser af os selv. På den måde oplever vi ikke kun os selv indefra, men også som genkendelige udefra fra den andens perspektiv, hvilket er med til at etablere vores fornemmelse af os selv. Derved er ens følelse af et selv uadskilleligt fra genkendelsen fra den anden og vores empatiske evner til at erfare denne genkendelse. Ud fra denne vinkel er evnen til at tage den andens perspektiv en forudsætning for at kunne forholde sig til sig selv (Stein, 1912).

## Empati og social forståelse
Den mentale fleksibilitet, der ligger bag kapaciteten til at tage den andens perspektiv er en krævende og delvist kontrolleret proces, man bevidst kan aktivere. Dette er blevet illustreret i et eksperiment (Skotland 1969), hvor den gruppe af personer, der blev bedt om at forestille sig i andres sted, producerede et langt stærkere respons både på et fysiologisk og et verbalt niveau, end den gruppe, der kun skulle observere den samme handling. Det viser, at det er nemmere at forestille sig, hvordan en anden person har det, hvis man tager udgangspunkt i, hvordan man selv ville have det i den lignende situation. Derfor er udgangspunktet altid biased i forhold til et selv-perspektiv. Man tillægger andre sine egne følelser på grund af den egocentriske bias, men netop derved er man i stand til at sætte sig ind i andres følelser. Selv-perspektivet er dog stadig det grundlæggende udgangspunkt: vi er ikke i stand til at slukke for vores eget perspektiv, når vi prøver at udlede den andens, og det kræver betragtelige evner og anstrengelser at repræsentere en andens synsvinkel, og muligheden for en egocentrisk forvrængning er altid til stede (Flavell 1977). Sådan bruger vi på et ubevidst niveau vores egne kropslige og emotionelle processer som en målestok for forståelse af andre.

## Emotioner, kognition og empati
Empatien har været i så afgørende en karakter for menneskeartens overlevelse og udvikling, hvor det har været vitalt at kunne aflæse udtrykkene hos andre og derefter være i stand til at reagere hensigtsmæssigt, at den er indlejret i mange forskellige områder i vores hjerne i lighed med andre emotionelle systemer. Empatien gør, at vi kan aflæse og skelne imellem de mange forskellige emotionelle udtryk, der ligger i vores udtryksrepertoire, hvor der skelnes mellem grundlæggende og komplekse emotioner.
Empati adskiller sig fra en umiddelbar læsning af intentionel adfærd ved at fordre en mere kompliceret interaktion mellem emotionelle responser og en delvist bevidst, kognitiv proces. Den følgende definition af empati indeholder tre forskellige, men tæt sammenvævede niveauer (Decety&Jackson, 2004):
- en affektiv respons på en anden person, som ofte, men ikke altid, medfører, at man deler personens emotionelle tilstand
- en kognitiv kapacitet til at tage denne persons perspektiv
- visse regulative mekanismer der skelner mellem egne og andres følelser

Der er en skelnen mellem automatisk og kontrolleret empati. Den automatiske empati er en umiddelbar genkendelse af en intention eller følelse, mens kontrolleret empati drejer sig om en mere vedholdende og tilbundsgående forståelse af et andet menneskes sindstilstand. Forskellen mellem de to grader af empati er ikke forbundet med, hvorvidt den sociale interaktion udspiller sig mellem ægtefæller, mellem gode bekendte eller mellem vildfremmede. Derimod afgøres forskellen af en automatisk, emotionel respons på den ene side, og så en delvis bevidst, emotionel og kognitiv proces på den anden side. Det kognitive aspekt viser sig, at denne forståelsesprocedure på paradoksal vis kræver en form for mental adskilthed mellem de to interagerende subjekter. Adskillelsen kan tjene til at illustrere det særegne ved empati, fordi konstitueringen af empati fordrer adskillelse forstået på den måde, at empatien drejer sig om at forstå den andens tilstand, og det kræver en form for distance – i modsætning til sympati, hvor man føler med en andens sorg, glæde eller frygt, og derved søger at ophæve distancen. Det er ikke hensigtsmæssigt at betragte empati som hverken en handlingssimulation eller en ren følelsesmæssigt akt. Empati kræver i stedet en kompleks interaktion mellem følelse]og tanke.

## Definitioner
- C. D. Batson: “Other-oriented feelings congruent with the perceived welfare of another person.” Batson, C. D. (1994). Why act for the public good? Four answers. Personality and Social Psychology Bulletin, 20, 603-610, p. 606.
- Nancy Eisenberg: “An affective response that stems from the apprehension or comprehension of another’s emotional state or condition, and that is similar to what the other person is feeling or would be expected to feel” (2002, p. 135).

Eisenberg, N. (2002). Empathy-related emotional responses, altruism, and their socialization In R. J. Davidson & A. Harrington (Eds.). Visions of compassion: Western scientists and Tibetan Buddhists examine human nature (pp. 131-164). London: Oxford University Press. 
- Martin Hoffman: “An affective response more appropriate to another’s situation than one’s own” (1987, p. 48)

Hoffman, M. L. (1987). The contribution of empathy to justice and moral judgment. In N. Eisenberg & J. Strayer (Eds.), Empathy and its development (pp. 47-80). Cambridge: Cambridge University Press. 
- Roy Schafer: “Empathy involves the inner experience of sharing in and comprehending the mometary psychological state of another person” (1959, p. 345)

Schafer, R. (1959). Generative empathy in the treatment situation. The Psychoanalytic Quarterly, 28, 342-373.